# Veilinghuis

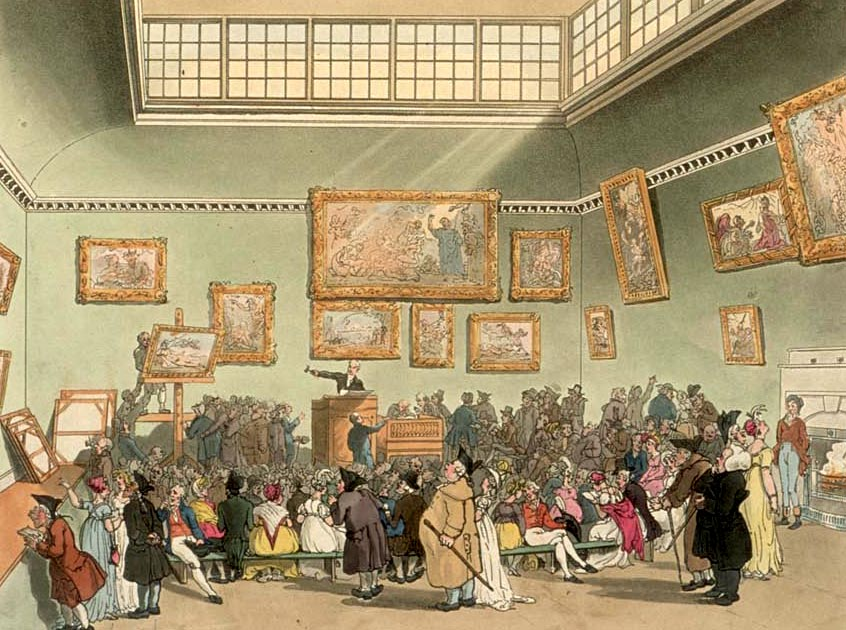
Christie's veilinghuis
Thomas Rowlandson
1808

Een veilinghuis, ook wel venduhuis of venduehuis, is een onderneming die online of vanuit een vaste locatie veilingen, dus openbare verkopingen, organiseert. Veilingen en veilinghuizen kunnen vele categorieën omvatten: kunst in het algemeen en beeldende kunst in het bijzonder, industriële machines, antiek, paarden, verzamelobjecten en curiosa, wijn, boeken, postzegels en klassieke auto's.

## Bekende internationale veilinghuizen
Bekende internationale veilinghuizen zijn:
- Industrial Auctions: Voedings- en drankenindustrie, actief sinds 2010
- Troostwijk Auctions: Europa's grootste b2b-veilinghuis, actief sinds 1930
- Christie's onder andere Amsterdam, Parijs, Madrid, New York: kunst, antiek en diversen
- Dorotheum hoofdvestiging in Wenen
- Hôtel Drouot in Parijs
- Sotheby's Amsterdam, London, Parijs, New York: kunst, antiek en diversen
- Catawiki, in Nederland gesticht maar inmiddels in heel Europa actief met online-veilingen van allerlei goederen

## Nederland
- Arts & Antiques Group, Amsterdam: kunst, antiek en diversen
- Zwiggelaar Veilingen, Amsterdam: boeken, kunst en grafiek
- Van Stockum's Veilingen, Den Haag (1833-2023): boeken, prenten, munten en antiek. Tot 2016 gevestigd in het 17e-eeuwse Huis Dedel, daarna geleidelijk opgegaan in het Venduehuis der Notarissen
- Venduehuis der Notarissen te 's-Gravenhage, gesticht in 1811: kunst, antiek en inboedels
- Bubb Kuyper Veilingen, Haarlem (gesticht in 1985): boeken en prenten
- Burgersdijk & Niermans, (gesticht in 1894), Leiden: boeken en prenten. Gevestigd in het 18e-eeuwse pand Nieuwsteeg 1
- J.L. Beijers, Utrecht (1865-2005): boeken en prenten. Gevestigd in het uit 1642 stammende pand Achter Sint Pieter 140

## België
- Veilinghuis Bernaerts, Antwerpen: kunst, antiek, boeken
- Veilingshuis De Vuyst, Lokeren: oude en hedendaagse meesters.
- Arenberg, Brussel, in 2018 ontstaan uit de fusie van Henri Godts en The Romantic Agony: boeken, kunst en antiek
- Auctim, sinds 1980, is Belgiës grootste b2b-veilinghuis in Industrie, Voertuigen, Immo, Kunst & Antiek en consumentgoederen